# ハディージャ・ビント・フワイリド
ハディージャ・ビント・フワイリド（アラビア語:خديجة بنت خويلد Khadīja bint Khuwailid, 555年? - 619年）は、イスラーム教の預言者ムハンマドの最初の妻、商人。ムハンマドと結婚前に二人の亡き夫を持つ寡婦であり、相続した遺産でムハンマドを経済的にも支えた。クライシュ族アサド家に属するフワイリド・イブン・アサドの娘。ハディージャの父と預言者ムハンマドの祖父ははとこにあたる。預言者ムハンマドの最愛の妻。ムハンマドは彼女が死ぬまで再婚することはなかった。

## ムハンマドとの結婚・扶養
ハディージャはムハンマドと結婚する前2人の夫に先立たれ、その遺産を受け継ぐ裕福な商人であった。2番目の夫の死後交易商を営んでいたハディージャは、交易代理人として働いていた親戚であるムハンマドの誠実さに惹かれ西暦595年、40歳の頃に当時25歳前後のムハンマドと結婚する。裕福な彼女と結婚したムハンマドは経済的自由を得て、瞑想に耽られるようになった。
ハディージャはムハンマドとの間に2男4女をもうけるが、長男カースィム、次男アブドゥッラー、次女に第3代正統カリフ、ウスマーン・イブン・アッファーンと結婚したルカイヤが、また末娘に第4代カリフのアリーと結婚したファーティマがいる。ムハンマドの血はファーティマの子孫たちによって後世に引き継がれた。
物質的に恵まれた2人だったが、2人の息子は成人前に死去し、娘たちも長生きしていない。ムハンマドはハディージャが死ぬまで他に妻を持たなかった。

## 初期イスラームへの貢献
610年ヒラー山で天使ジブリールに啓示を誦めと命じられ困惑して帰ってきたムハンマドをハディージャは励まし、彼女のいとこでネストリウス派キリスト教修道僧だったワラカ・イブン・ナウファルに相談した。ワラカは天使から啓示を受けたムハンマドはモーセやイエスなどと同じ預言者であると認識しムハンマドが預言者であると自覚させるに至った。ハディージャはイスラム教の最初の信者となりイスラム教を布教するムハンマドを支え続け、啓示を受ける以前も以後も保護者の役割を果たした。
ハディージャは619年頃死去し同時期にムハンマドの叔父で保護者のアブー＝ターリブ（従弟アリーの父）が死去している。この2人の死をきっかけに、マッカでのクライシュ族の迫害は過熱し、ムハンマドがヒジュラを行う一因となっている。2人が死んだ619年は「悲しみの年」として知られている。

## 系図
| ムハンマド | ムハンマド | ムハンマド | ムハンマド | ムハンマド | ムハンマド |              |              |              |              |              |              | ハディーシャ | ハディーシャ | ハディーシャ | ハディーシャ | ハディーシャ | ハディーシャ |          |          |          |          |          |          |  |  |  |  |  |  |  |  |
| ムハンマド | ムハンマド | ムハンマド | ムハンマド | ムハンマド | ムハンマド |              |              |              |              |              |              | ハディーシャ | ハディーシャ | ハディーシャ | ハディーシャ | ハディーシャ | ハディーシャ |          |          |          |          |          |          |  |  |  |  |  |  |  |  |
|            |            |            |            |            |            |              |              |              |              |              |              |              |              |              |              |              |              |          |          |          |          |          |          |  |  |  |  |  |  |  |  |
|            |            |            |            |            |            | ファーティマ | ファーティマ | ファーティマ | ファーティマ | ファーティマ | ファーティマ |              |              |              |              |              |              | アリー   | アリー   | アリー   | アリー   | アリー   | アリー   |  |  |  |  |  |  |  |  |
|            |            |            |            |            |            | ファーティマ | ファーティマ | ファーティマ | ファーティマ | ファーティマ | ファーティマ |              |              |              |              |              |              | アリー   | アリー   | アリー   | アリー   | アリー   | アリー   |  |  |  |  |  |  |  |  |
|            |            |            |            |            |            |              |              |              |              |              |              |              |              |              |              |              |              |          |          |          |          |          |          |  |  |  |  |  |  |  |  |
|            |            |            |            |            |            |              |              |              |              |              |              |              |              |              |              |              |              |          |          |          |          |          |          |  |  |  |  |  |  |  |  |
|            |            |            |            |            |            | ハサン       | ハサン       | ハサン       | ハサン       | ハサン       | ハサン       |              |              |              |              |              |              | フサイン | フサイン | フサイン | フサイン | フサイン | フサイン |  |  |  |  |  |  |  |  |